# Đồng hồ quả quýt
Đồng hồ quả quýt là một loại đồng hồ cá nhân, có thể mang theo trên người, thường là giắt trong túi áo nên tiếng Anh gọi là pocket watch cũng như tiếng Pháp gọi là montre de gousset. Đồng hồ quả quýt xuất hiện vào thế kỷ 16 và được dùng mãi cho đến Đệ nhị Thế chiến. Sau đó đồng hồ quả quýt nhường chỗ cho đồng hồ đeo tay. 

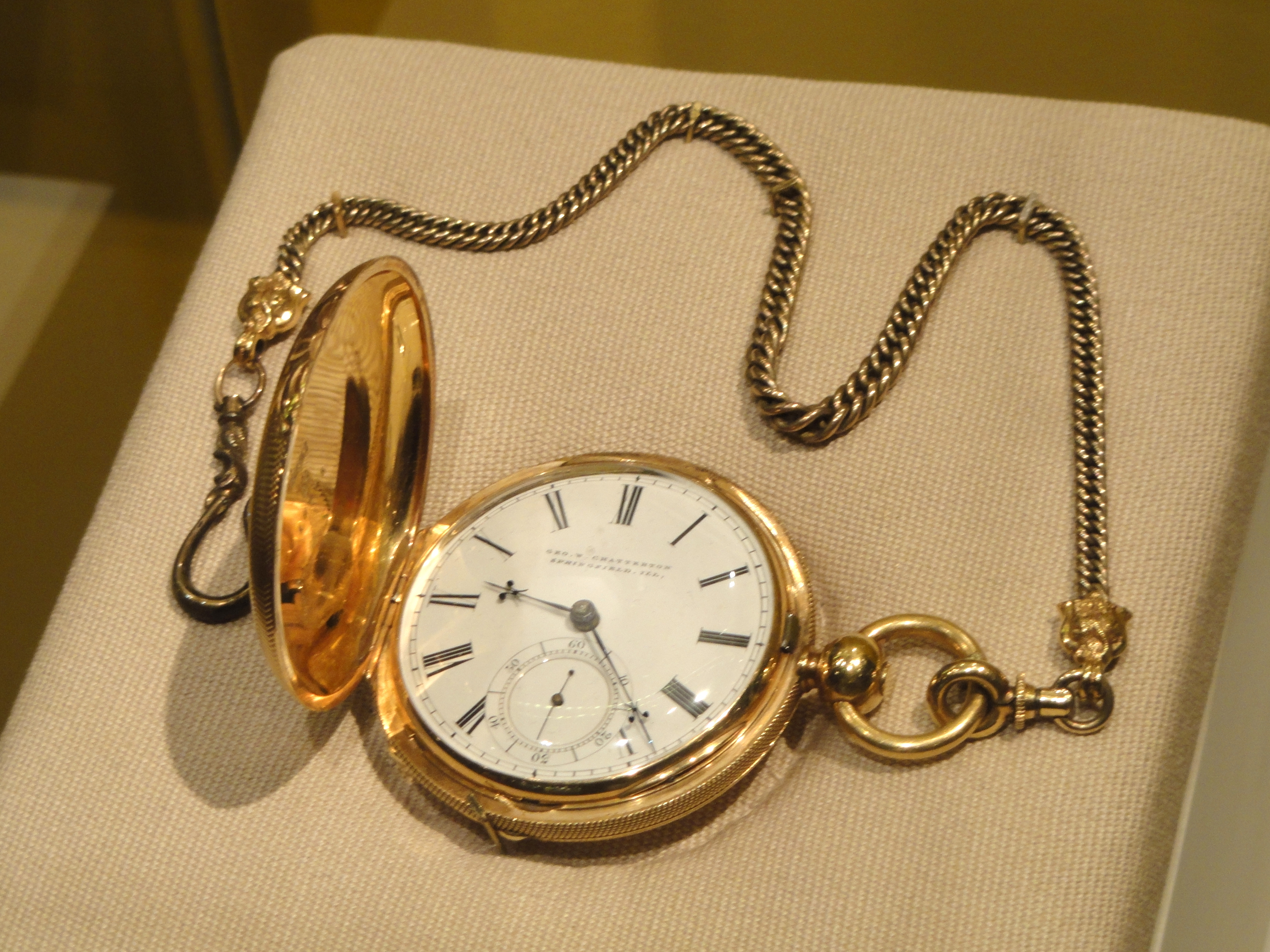
Đồng hồ quả quýt của Abraham Lincoln lưu trữ tại Viện Bảo tàng Lịch sử Hoa Kỳ

. Đồng hồ quả quýt thường có đính dây kim loại để gài vào áo quần lỡ khi tuột khỏi tay người cầm thì không rớt vỡ. Đồng hồ này còn có lắp bản lề và nắp đậy mặt thủy tinh lại để khỏi bị trầy. Đồng hồ phụ nữ thì làm túi vải trang trí mỹ thuật. Dây kim loại còn gài thêm lắc nhỏ đánh bằng bạc hay chìa khóa lên dây cót cùng các dụng cụ hút thuốc. Thợ làm đồng hố nguyên thủy tụ tập ở Ý và Đức, nhất là thành phố Nuremberg, sau lan khắp Âu châu. Đồng hồ thuở trước chỉ có một kim chỉ giờ, đến thế kỷ 17 mới có kim chỉ phút.